# Straßenbahn Rotterdam
Die Straßenbahn Rotterdam gehört neben der U-Bahn, den Vorortzügen der Staatsbahn Nederlandse Spoorwegen (NS) und dem Stadtbusnetz zu den Trägern des öffentlichen Nahverkehrs in der zweitgrößten niederländischen Stadt. Die Betreibergesellschaft ist die stadteigene Rotterdamse Elektrische Tram (RET).
Vom 1. Juni 1879 bis 25. Oktober 1928 verkehrte in Rotterdam eine Pferdestraßenbahn und seit dem 18. September 1905 fährt die elektrische Straßenbahn.
Das Straßenbahnnetz von Rotterdam ist kleiner als die Netze in den niederländischen Großstädten Amsterdam und Den Haag. Die Tram bedient vor allem das engere Stadtgebiet; anders als etwa in Den Haag werden die Vorortbereiche von Rotterdam nicht von der Straßenbahn, sondern von der U-Bahn erschlossen. Rotterdam hat damit den kleinsten innerstädtischen Straßenbahnbetrieb des Landes, die zwei Linien der Stadtbahn Utrecht, die nur außerhalb des Zentrums verkehren, sind freilich insgesamt der kleinste Betrieb.
Wie alle niederländischen Straßenbahnen verwendet auch das Rotterdamer Netz Normalspur (1435 mm Spurweite). Die Fahrspannung ist 600 Volt. An allen Endstationen gibt es Wendeschleifen, wodurch das gesamte Netz der RET mit Einrichtungsfahrzeugen befahren werden kann.

## Liniennetz
Die Rotterdamer Straßenbahn hat seit dem 6. Januar 2025 neun regelmäßig verkehrende Linien. Zusätzlich verkehren bei Veranstaltungen weitere Kurse: eine Stadion-Verstärkerlinie 12 zu De Kuip und im Sommer die touristische Linie 10 mit historischen Fahrzeugen.
Mit Ausnahme der Linie 2, die ausschließlich auf dem südlichen Flussufer der Nieuwe Maas verkehrt, halten alle Linien am Hauptbahnhof (Rotterdam Centraal), wo ein Übergang zu den Linien D und E der Metro Rotterdam besteht. Die Linie 11 verkehren abends nach 20 Uhr und am Sonntagvormittag nicht.
| Linie                              | von                    | via | bis                    |
| ---------------------------------- | ---------------------- | --- | ---------------------- |
| 1                                  | De Esch                | Erasmus-Universität, Oostplein (M), Station Blaak (M), Beurs (M), Stadhuis (M), Rotterdam Centraal (M), Marconiplein (M), Station Schiedam Centrum (M), Schiedam Nieuwland (M)     | Vlaardingen-Holy       |
| 2                                  | Keizerswaard           | Maasstad Ziekenhuis, Station Lombardijen, Molenvliet, Randweg, Hillevliet, Maashaven (M)                                                                                           | Charlois               |
| 3                                  | Beverwaard             | Keizerswaard, De Kuip, Wilhelminaplein (M), Leuvehaven (M), Beurs (M), Stadhuis (M)                                                                                                | Rotterdam Centraal (M) |
| 4                                  | Molenlaan              | Station Noord, Bergweg, Rotterdam Centraal (M), Kruisplein, Eendrachtsplein (M), Nieuwe Binnenweg                                                                                  | Heemraadsplein         |
| 5                                  | Carnisselande          | Slinge, Randweg, Beijerlandselaan, Laan op Zuid, Wilhelminaplein (M), Leuvehaven (M), Beurs (M), Lijnbaan, Kruisplein                                                              | Rotterdam Centraal (M) |
| 6                                  | Kleiweg                | Station Noord, Bergweg, Rotterdam Centraal (M), Kruisplein, Eendrachtsplein (M), Nieuwe Binnenweg                                                                                  | Heemraadsplein         |
| 7                                  | Woudestein             | Erasmus-Universität, Voorschoterlaan (M), Oudedijk, Crooswijksestraat, Zaagmolenbrug, Meent, Rotterdam Centraal (M), Kruisplein                                                    | Marconiplein (M)       |
| 8                                  | Spangen                | Marconiplein (M), Delfshaven (M), Schiemond, Erasmus MC, Vasteland, Eendrachtsplein (M), Kruisplein, Rotterdam Centraal (M), Sint Franciscus Gasthuis, Melanchthonweg (M)          | Schiebroek             |
| 11                                 | De Esch                | Erasmus-Universität, Oostplein (M), Station Blaak (M), Beurs (M), Stadhuis (M), Rotterdam Centraal (M), Marconiplein (M), Station Schiedam Centrum (M), Station Schiedam Nieuwland | Schiedam-Woudhoek      |
| 12                                 | Rotterdam Centraal (M) | Stadhuis (M), Beurs (M), Leuvehaven (M), Wilhelminaplein (M), De Kuip, Keizerswaard,                                                                                               | P+R Beverwaard         |
| (M) = Übergang zur Metro Rotterdam |                        | |                        |

## Weitere Entwicklungen

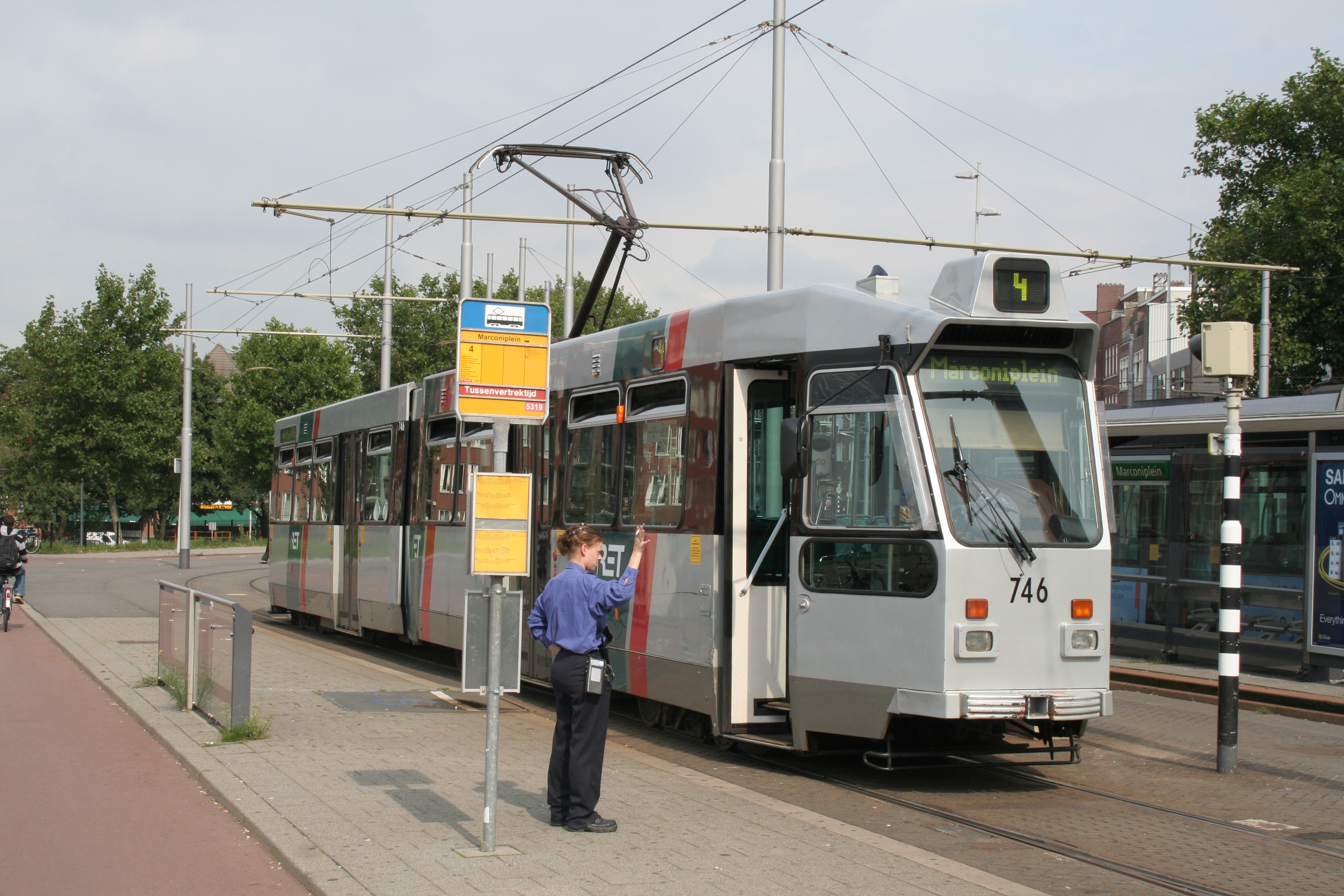
ZGT-Wagen (Baujahr 1984); in Betrieb bis 2015.

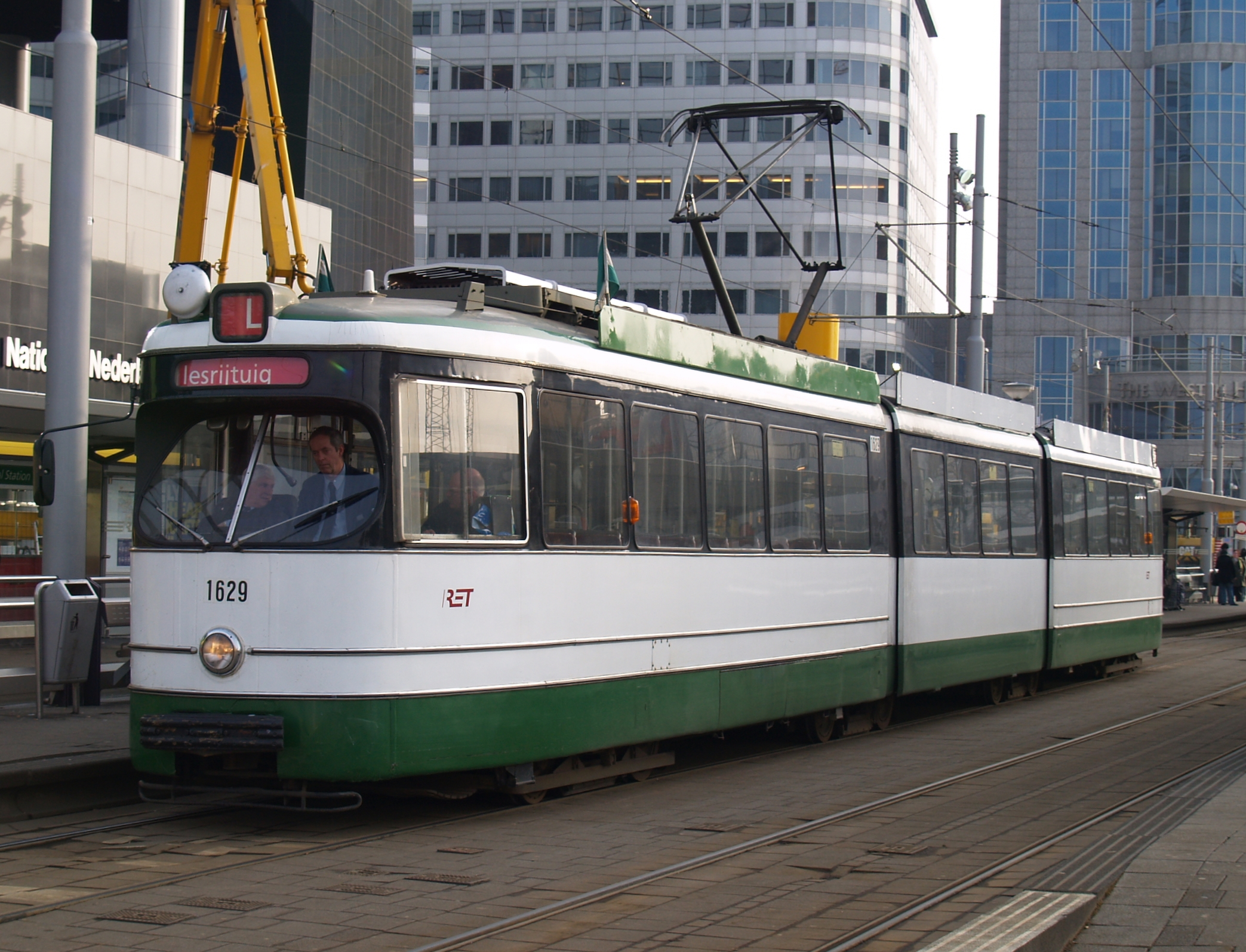
Düwag-Gelenkwagen der 1600-serie (zuvor 600 ff, Baujahr 1969); in Betrieb bis 2004.

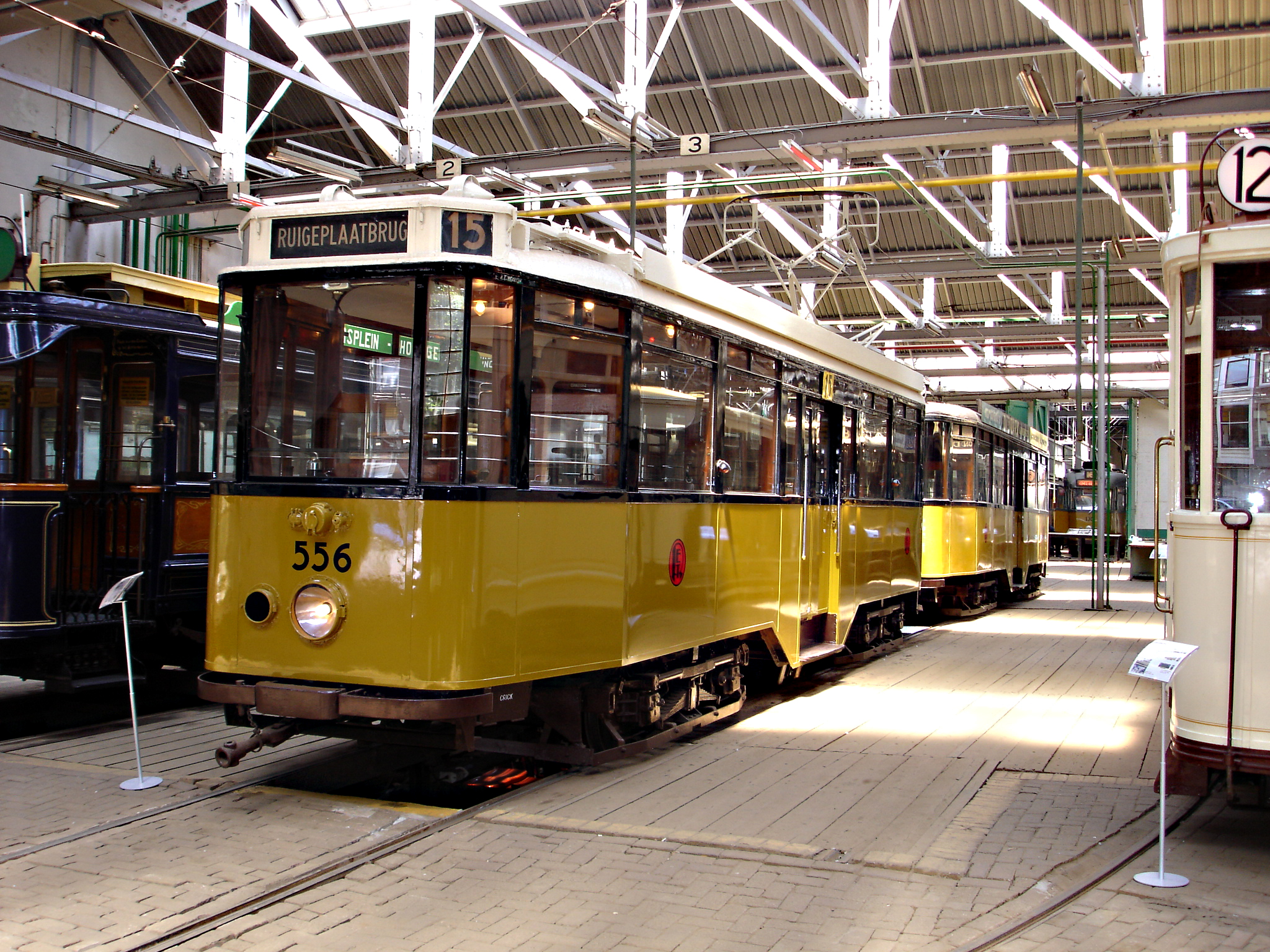
Historische Vierachser Triebwagen (Baujahr 1931); in Betrieb bis 1969 im Rotterdamer Trammuseum.

Ende der 1980er Jahre wurde das Bestehen der Straßenbahn in Frage gestellt. Das gut ausgebaute U-Bahn-Netz und der Autoverkehr sorgten für Rückgänge der Fahrgastzahlen. Nach der politischen Grundsatzentscheidung, die Straßenbahn beizubehalten, wurde das Programm TramPlus zur Modernisierung der wichtigsten Straßenbahnlinien beschlossen. Das Programm enthielt auch den Neubau von Strecken.
1996 wurde mit Eröffnung der Erasmusbrücke über die Nieuwe Maas die lange Jahre völlig isoliert vom übrigen Netz auf der Südseite des Flusses verkehrende Linie 2 wieder mit den übrigen Linien verbunden. Die neue Linie 20 überquerte den Fluss über die neue Brücke und bildete den Auftakt zur Realisierung des TramPlus-Programms.
Im März 2004 nahm die Linie 23 vom Hauptbahnhof über die Erasmusbrücke ins südöstliche Wohngebiet IJsselmonde den Betrieb auf. Im November desselben Jahres folgte die Linie 25 in das neue Wohngebiet Carnisselande in der südlichen Nachbargemeinde Barendrecht.
Die ausschließlich auf dem südlichen Ufer verkehrende Linie 2 wird zurzeit modernisiert und beschleunigt.
Im Westen der Stadt eröffnete am 31. Oktober 2005 eine Abzweigung der bestehenden Linie 1 (nach Schiedam, jetzt 21), die Linie 23 (nach Vlaardingen, jetzt 24). Die Linien 21 und 23 (jetzt 24) fahren seit 2008 über Bahnhof Schiedam Centrum.
Die südöstliche Vorortgemeinde Ridderkerk stimmte 2005 den Plänen des Umlandverbands zum Bau einer Straßenbahnlinie zu, die Planungen dazu haben begonnen.
Bis 2030 ist vorgesehen, die Linie 4 auf den Abschnitt Kootsekade-Eendrachtsplein zu verkürzen und den Abschnitt zwischen Kootsekade und Hillegersberg auf Busbetrieb umzustellen. Die Linie 7 soll außerdem auf den Abschnitt zwischen Centraal und Crooswijk und die Linie 8 auf den Abschnitt zwischen Centraal und Marconiplein verkürzt werden. Außerdem soll die Linie 20 komplett eingestellt, die Linien 21 und 24 zu einer Linie zwischen De Esch und Vlaardingen-Holy zusammengelegt und dabei die Strecke zwischen Bachplein und Woudhoek auf Busbetrieb umgestellt sowie die Linie 23 in zwei Linien, die zwischen Beverwaard und Centraal sowie zwischen Centraal und Marconiplein verlaufen sollen, und die Linie 25 in zwei Linien, die zwischen Carnisselande und Centraal sowie zwischen Centraal und Schiebroek verlaufen sollen, aufgeteilt werden. Zusätzlich ist die Aufhebung einiger Haltestellen zur Beschleunigung der Linien geplant.

## Fahrzeuge
Bis 2004 verkehrten Duewag-Gelenkwagen mit den Nummern 1600 ff (zuvor 600 ff). Einige dieser Fahrzeuge wurden 2005 nach Rumänien verkauft. Seit 1982 waren Fahrzeuge des Typs ZGT (Fahrzeugnummern 700 und 800 ff) im Einsatz. Die 800er-Serie verkehrte bis 2012. Auch Wagen dieser Serie wurden nach Rumänien verkauft. Die Fahrzeuge der 700er-Serie verkehrten bis 2015 und wurden danach verschrottet.
Unter anderem im Zusammenhang mit dem TramPlus-Programm wurden 60 neue Niederflurfahrzeuge einer speziell für Rotterdam entwickelten Variante des Typs Alstom Citadis 302 gekauft. Die Niederflurwagen fahren vorwiegend auf den bereits modernisierten Linien. Seit 2009 kamen weitere 53 Fahrzeuge hinzu. Die Rotterdamer Straßenbahn fährt nun ausschließlich mit diesen 113 Wagen (Serie 2000–2100).

## 100-Jahr-Feier
Am 18. September 2005 feierte die elektrische Tram mit einer Straßenbahnparade mit Fahrzeugen aus allen Epochen ihr 100-jähriges Jubiläum. Genau 100 Jahre zuvor eröffnete die erste elektrische Straßenbahnlinie der Stadt vom Stadtpark zum Honingerdijk.

## Nachweise
1. ↑  Paardentram Rotterdam. Vom 9. Mai 2003. Niederländisch, abgerufen am 27. November 2010
2. ↑  Concept Plan Toekomstvast Tramnet 2030. In: Metropoolregio Rotterdam Den Haag. Februar 2023, abgerufen am 7. November 2023 (niederländisch).
3. ↑  Geschichte der Straßenbahn Rotterdam auf der Seite des Straßenbahnmuseums in Rotterdam Niederländisch, abgerufen am 9. Dezember 2017.